# Лемьё, Шейн
Шейн Джереми Лемьё (англ. Shane Jeremy Lemieux; 12 мая 1997, Якима, Вашингтон) — профессиональный футболист, выступающий на позиции гарда в клубе НФЛ «Нью-Йорк Джайентс». На студенческом уровне играл за команду Орегонского университета. На драфте НФЛ 2020 года был выбран в пятом раунде.

## Биография
Шейн Лемьё родился 12 мая 1997 года в Якиме в штате Вашингтон. Он окончил старшую школу Уэст-Вэлли, играл линейным нападения в составе её футбольной команды. На момент выпуска Лемьё входил в число десяти лучших молодых игроков штата по версиям ESPN, 247Sports и Rivals. Перед поступлением в колледж ему поступило более десятка предложений спортивной стипендии, среди которых он выбрал Орегонский университет.

### Любительская карьера
Сезон 2015 года Лемьё провёл в статусе освобождённого игрока, работая с командой на тренировках, но не участвуя в матчах. В футбольном турнире NCAA он дебютировал в 2016 году, сыграв двенадцать матчей стартовым левым гардом «Орегон Дакс». В 2017 году он принял участие в тринадцати играх, проведя на поле 97 % всех розыгрышей нападения.
В сезоне 2018 года Лемьё сыграл за команду тринадцать матчей, в пяти из них он был её капитаном. В семи матчах он не пропустил ни одного розыгрыша. По итогам турнира сайт Pro Football Focus назвал его лучшим гардом конференции, на национальном уровне Лемьё занял третье место. Агентство Associated Press включило его в состав сборной звёзд конференции. В 2019 году он сыграл четырнадцать матчей, пропустив всего один сэк. Журнал Sports Illustrated включил его в состав сборной звёзд сезона. После окончания турнира Лемьё получил приглашения на матч всех звёзд выпускников колледжей и показательные тренировки для скаутов клубов НФЛ.
Всего за четыре года выступлений в составе «Орегон Дакс» Лемьё сыграл 52 матча в стартовом составе на позиции левого гарда. На поле он провёл 3 611 розыгрышей, в том числе не менее 900 в каждом из трёх последних сезонов.

### Профессиональная карьера
Перед драфтом НФЛ 2020 года аналитик сайта Bleacher Report Мэтт Миллер характеризовал Лемьё как стабильного и готового к выступлениям на профессиональном уровне игрока, у которого нет выдающихся техники, атлетизма или физической силы. Плюсами он называл большой опыт игры в стартовом составе, неплохие физические данные, умения читать игру и быстро занимать позицию перед розыгрышем. К недостаткам Миллер относил нехватку атлетизма для стабильной поддержки выносного нападения и ошибки в работе ног, приводящие к снижению мобильности игрока.
На драфте Лемьё был выбран «Нью-Йорк Джайентс» в пятом раунде. В июле 2020 года он подписал с клубом четырёхлетний контракт на общую сумму 3,64 млн долларов. На восьмой неделе чемпионата он получил место в стартовом составе «Джайентс», заменив Уилла Эрнандеса, сдавшего положительный тест на COVID-19. На защите паса Лемьё стал худшим гардом лиги по оценкам Pro Football Focus, пропустив пять сэков в 299 розыгрышах. В выносной игре он действовал эффективнее, наладив взаимопонимание с левым тэклом Эндрю Томасом. Всего за сезон он сыграл в двенадцати матчах. В матче первой игровой недели регулярного чемпионата 2021 года Лемьё усугубил травму надколенного сухожилия, полученную им во время сборов. Повреждение потребовало операции, из-за которой он выбыл из строя до конца сезона. Летом 2022 года во время предсезонной игры он травмировал палец ноги. Из-за этого повреждения Лемьё был вынужден пропустить первые девять матчей сезона. В декабре он вернулся на поле, выйдя на месте стартового левого гарда команды, сразу же получив новую травму и выбыв до конца сезона.